# Liste des paroisses civiles du Shropshire

Localisation du comté de Shropshire en Angleterre.

Voici la liste des paroisses civiles du comté cérémoniel du Shropshire, en Angleterre.

## Liste des paroisses civiles par district

### Autorité unitaire du Shropshire

Carte de l'autorité unitaire du Shropshire.

L'autorité unitaire est entièrement découpée en paroisses.
- Abdon and Heath
- Acton Burnell
- Acton Round
- Acton Scott
- Adderley
- Alberbury with Cardeston
- Albrighton
- All Stretton
- Alveley
- Ashford Bowdler
- Ashford Carbonell
- Astley
- Astley Abbotts
- Aston Botterell
- Aston Eyre
- Atcham
- Badger
- Barrow
- Baschurch
- Bayston Hill
- Beckbury
- Bedstone
- Berrington
- Bettws-y-Crwyn
- Bicton
- Billingsley
- Bishop's Castle
- Bitterley
- Boningale
- Boraston
- Boscobel
- Bridgnorth (ville)
- Bromfield
- Broseley (ville)
- Bucknell
- Burford
- Buildwas
- Burwarton
- Cardington
- Caynham
- Chelmarsh
- Cheswardine
- Chetton
- Child's Ercall
- Chirbury with Brompton
- Church Preen
- Church Pulverbatch
- Church Stretton (ville)
- Claverley
- Clee St. Margaret
- Cleobury Mortimer (ville)
- Cleobury North
- Clive
- Clun and Chapel Lawn (ville)
- Clunbury
- Clungunford
- Cockshutt
- Colebatch
- Condover
- Coreley
- Cound
- Craven Arms (ville)
- Cressage
- Culmington
- Deuxhill
- Diddlebury
- Ditton Priors
- Donington
- Eardington
- Easthope
- Eaton-under-Heywood
- Edgton
- Ellesmere Rural
- Ellesmere Urban (ville)
- Farlow
- Ford
- Frodesley
- Glazeley
- Great Hanwood
- Great Ness
- Greete
- Grinshill
- Hadnall
- Harley
- Highley
- Hinstock
- Hodnet
- Hope Bagot
- Hope Bowdler
- Hopesay
- Hopton Cangeford
- Hopton Castle
- Hopton Wafers
- Hordley
- Hughley
- Ightfield
- Kemberton
- Kenley
- Kinnerley
- Kinlet
- Knockin
- Leebotwood
- Leighton and Eaton Constantine
- Little Ness
- Llanfair Waterdine
- Llanyblodwel
- Llanymynech and Pant
- Longden
- Longnor
- Loppington
- Ludford
- Ludlow (ville)
- Lydbury North
- Lydham
- Mainstone
- Market Drayton (ville)
- Melverley
- Middleton Scriven
- Milson
- Minsterley
- Monkhopton
- Montford
- More
- Moreton Corbet and Lee Brockhurst
- Moreton Say
- Morville
- Much Wenlock (ville)
- Munslow
- Myddle, Broughton and Harmer Hill
- Myndtown
- Nash
- Neen Savage
- Neen Sollars
- Neenton
- Newcastle on Clun
- Norbury
- Norton in Hales
- Onibury
- Oswestry (ville)
- Oswestry Rural
- Petton
- Pimhill
- Pitchford
- Pontesbury
- Prees
- Quatt Malvern
- Ratlinghope
- Richard's Castle
- Romsley
- Ruckley and Langley
- Rudge
- Rushbury
- Ruyton-XI-Towns
- Ryton
- Selattyn and Gobowen
- Shawbury
- Sheinton
- Sheriffhales
- Shifnal (ville)
- Shipton
- Shrewsbury (ville)
- Sibdon Carwood
- Sidbury
- Smethcott
- St Martin's
- Stanton Lacy
- Stanton Long
- Stanton upon Hine Heath
- Stockton
- Stoke St. Milborough
- Stoke upon Tern
- Stottesdon
- Stowe
- Sutton Maddock
- Sutton upon Tern
- Tasley
- Tong
- Uffington
- Upton Cressett
- Upton Magna
- Welshampton and Lyneal
- Wem Rural
- Wem Urban
- Wentnor
- West Felton
- Westbury
- Weston Rhyn
- Weston-under-Redcastle
- Wheathill
- Whitchurch Rural
- Whitchurch Urban (ville)
- Whittington
- Whitton
- Whixall
- Wistanstow
- Withington
- Woolstaston
- Woore
- Worfield
- Worthen with Shelve
- Wroxeter and Uppington

### Borough de Telford and Wrekin

Carte du district de Telford and Wrekin.

Le district est entièrement découpé en paroisses.
- Chetwynd
- Chetwynd Aston and Woodcote
- Church Aston
- Dawley Hamlets
- Donnington and Muxton
- Edgmond
- Ercall Magna
- Eyton upon the Weald Moors
- Great Dawley (ville)
- Hadley and Leegomery
- Hollinswood and Randlay
- Ketley
- Kynnersley
- Lawley and Overdale
- Lilleshall
- Little Wenlock
- Madeley (ville)
- Newport (ville)
- Oakengates
- Preston upon the Weald Moors
- Rodington
- St George's and Priorslee
- Stirchley and Brookside
- The Gorge
- Tibberton and Cherrington
- Waters Upton
- Wellington (ville)
- Wrockwardine
- Wrockwardine Wood and Trench